# Pierre Pimpie
Pierre Pimpie, né le 10 septembre 1971 à Hyères, est un haut fonctionnaire et homme politique français. En 2024, il est élu député européen.

## Biographie
Pierre Pimpie naît le 10 septembre 1971 à Hyères.
Énarque, Pierre Pimpie est chef du bureau du droit de la commande publique au ministère de l’Écologie et occupe plusieurs postes de direction au sein de la Délégation générale à l'Emploi et à la Formation professionnelle (DGEFP) avant de devenir directeur général adjoint de l’établissement public de sécurité ferroviaire (EPSF). 
Après avoir fait partie des «Horaces» regroupant des hauts fonctionnaires et des chefs d’entreprise qui conseillent Marine Le Pen, il rejoint en 2024 la liste de Jordan Bardella en 25e position pour les élections européennes. 